# هذه هي الشرطة
هذه هي الشرطة هي لعبة مغامرات إستراتيجية، قام بتطويرها المطور البيلاروسي Weappy Studio ونشرتها شركة تي إتش كيو نورديك. صدرت اللعبة أولًا على منصة الحاسب الشخصي في 2 أغسطس 2016، لنظام التشغيل مايكروسوفت ويندوز، ماك أو إس، لينكس، ثم تم إصدارها لاحقًا في 22 مارس 2017، لمنصة بلاي ستيشن 4، والإكس بوكس ون، ثم في 24 أكتوبر 2017، صدرت على جهاز نينتندو سويتش، وفي 12 ديسمبر 2018، صدرت على أجهزة الأندرويد، والآي أو إس.
تدور أحداث اللعبة في أواخر الثمانينيات من القرن الماضي في مدينة خيالية تدعى «فريبورغ»، ويتحكم اللاعب برئيس الشرطة جاك بويد الذي خدم في قسم شرطة مدينة فريبورغ لعقود طويلة، حيث يضطر جاك بويد لأن يتقاعد مبكرًا بعد أن استلم رسالة من العمدة الفاسد الذي يخبره فيها بأنه مطرود وأن أمامه مئة وثمانون يومًا فقط قبل مغادرته منصبه. ومع شعور جاك بويد بالحنق الشديد يقرر أن يمضي أيامه الأخيرة وهو يجمع المال بأية وسيلة ممكنة. هدف اللاعبين هو جمع 500 ألف دولار في المئة وثمانون يومًا، حتى لو كان بالتعاون مع المافيا أو قبول الرشاوي أو بيع أسلحة مصادرة أو أية وسيلة ممكنة أخرى. ويجب على جاك بويد أن يوازن بين عمله صباحاً كرئيس شرطة وبين جمعه لهذه الأموال من دون أن يتم القبض عليه.
صدر جزء آخر للعبة بعنوان  هذه هي الشرطة 2 لنفس المنصات في عام 2018.

## طريقة اللعب

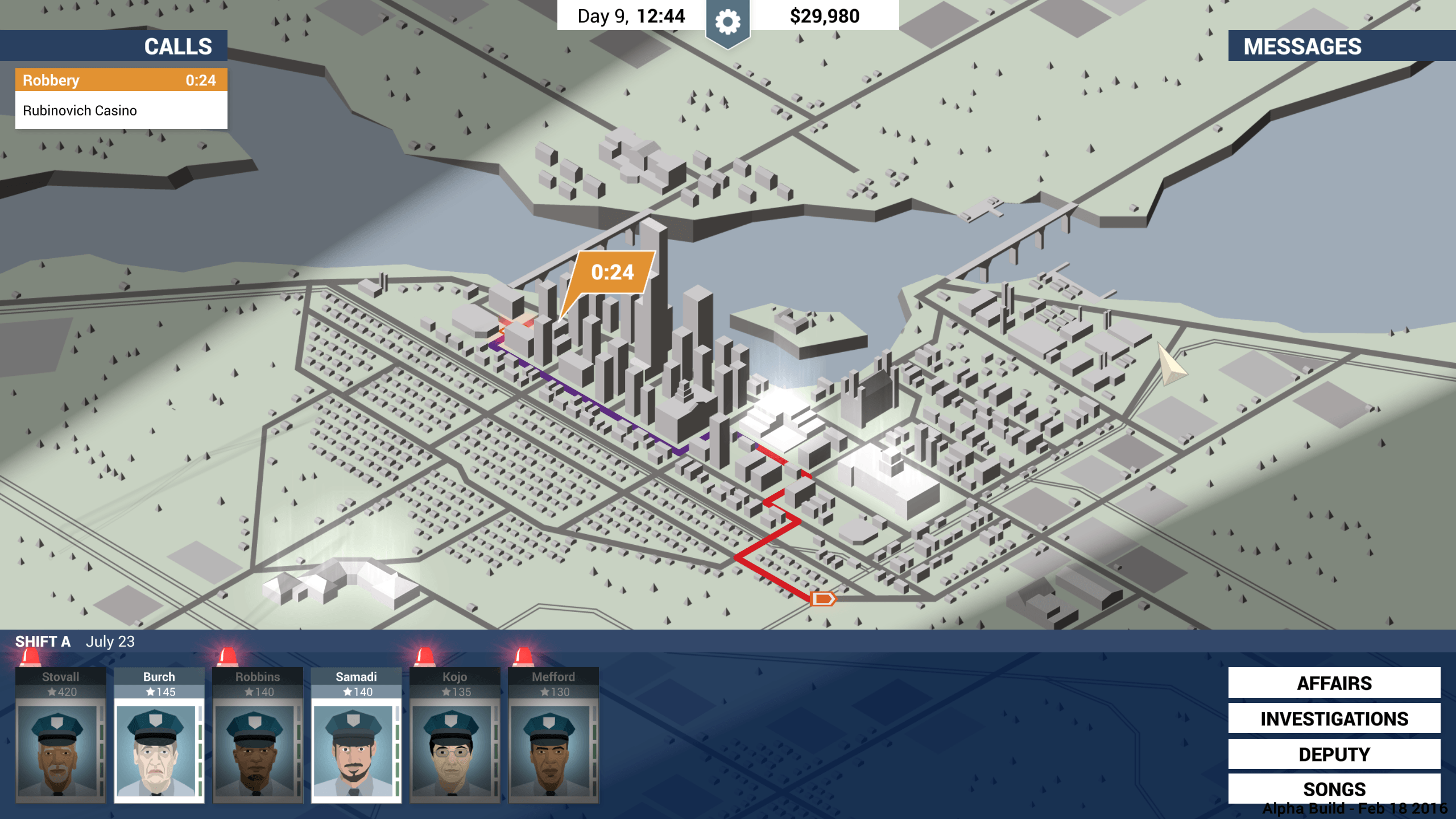
خريطة مدينة فريبورغ.

هذه هي الشرطة هي لعبة مغامرات إستراتيجية حيث يتحكم اللاعب في بطل اللعبة جاك بويد، الذي يعمل كقائد للشرطة في مدينة فريبورغ، والذي يجبر على التقاعد المبكر بسبب العمدة. هدف اللاعبين هو جمع 500 ألف دولار في المئة وثمانون يومًا الأخيرة من عمله، من خلال عدة طرق يختارها اللاعب؛ أحد الخيارات يتضمن استخدام المافيا المحلية. قد تطلب المافيا من اللاعب أن يغض الطرف عن بعض الجرائم وفي الماقبل يحصل على المال، أو إذا كانوا يرغبون في عدم الذهاب إلى السجن.
يتلقى اللاعب مكالمات من المواطنين ثم يتم تكليفه بمهمات تختلف من حيث الصعوبة أو عدد الشرطة المرسلة. فإذا كانت المهمة عبارة عن حالة اعتداء، فيتم إرسال اثنين من رجال الشرطة فقط، ولكن إذا كانت العملية عبارة عن سطو مسلح، فيتم إرسال عشرة من رجال الشرطة. مع التقدم في اللعبة، يمكن للاعب إرسال فرق تدخل سريع وتعزيزات. يتعين على اللاعب وضع إستراتيجية حول عدد الضباط الذين يرسلهم إلى كل جريمة، لأنه إذا لم يكن هناك ضباط احتياطيين، فلا يمكن إيقاف بعض الجرائم. ويؤدي الفشل في إيقاف الجرائم إلى عواقب وخيمة على اللاعب.

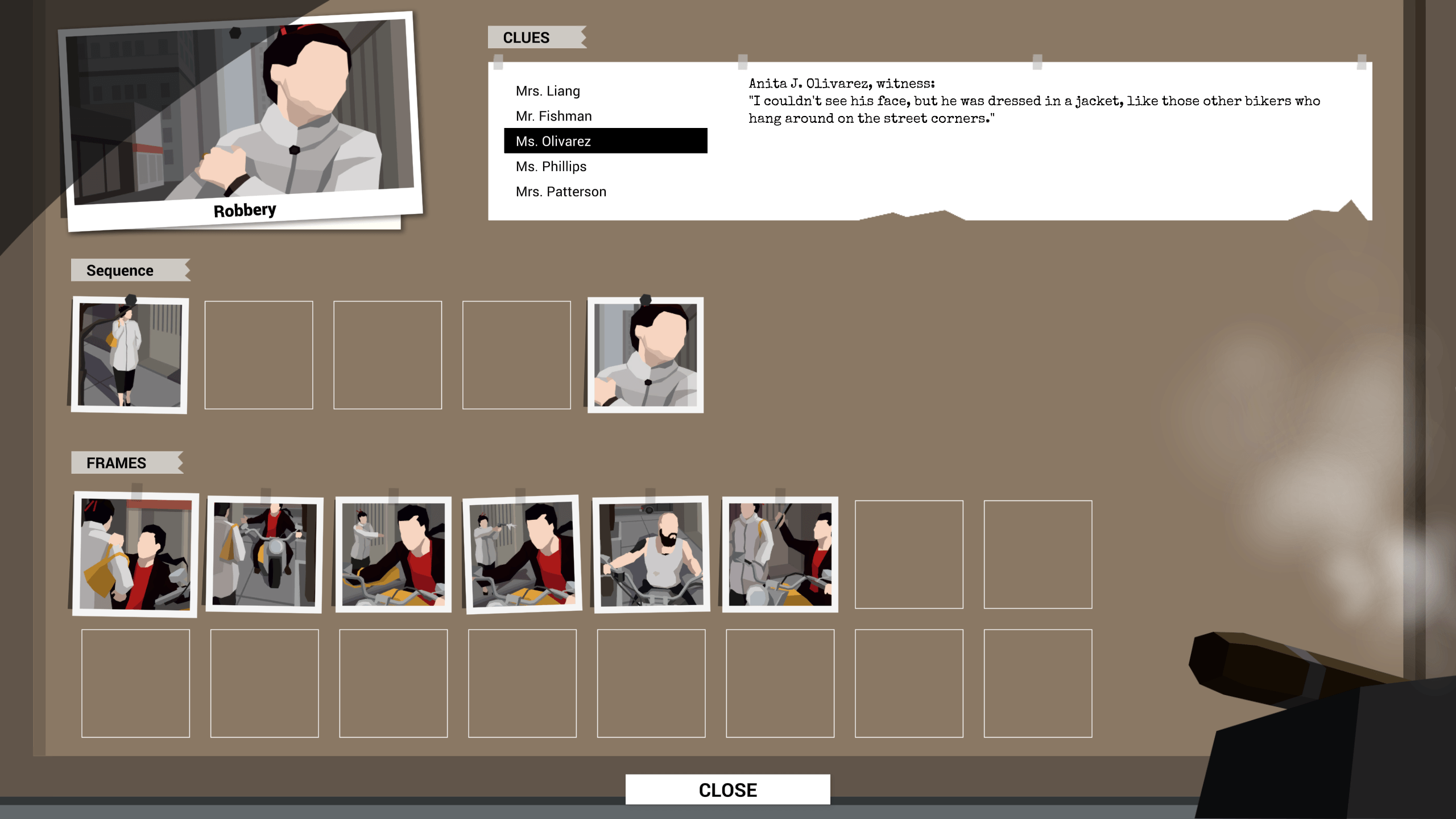
التحقيق في أحد الجرائم في اللعبة.

في وقت لاحق خلال اللعبة، سيبدأ ضباط الشرطة في اختيار إحدى الجانبين السياسيين الرئيسيين في اللعبة، وهما العمدة روجرز وروبسبير. ولا يستطيع اللاعب معرفة وجهات النظر السياسية لضباط ما لم يقم بتحويل أحد الضباط إلى «واشي». وإذا قام اللاعب في إرسال فرق من الضباط ذوي الآراء السياسية المختلفة ستكون نتيجتها تدمير تماسك الفرقة، مما يتسبب في اخفاق المهمات، ما لم يتم إرسال مجموعات من الضباط ذوي الأخلاق والقيم المماثلة إلى مكان الجريمة. تحتوي اللعبة أيضًا على ميزة التحقيق في الجرائم، حيث يجب عليك تجميع معلومات حول الجريمة من أجل حل القضية والقبض على المجرم.

## التطوير والإطلاق
قام مطور اللعبة بإنشاء صفحة كيك ستارتر لـ هذه هي الشرطة في يناير 2015. وكان الهدف الأولي جمع 25.000 دولار لتطوير اللعبة، ولكن وصل الدعم إلى 35.508 دولار. أصبح جون سانت جون، الممثل الصوتي لدوق نوكيم، بطل اللعبة جاك بويد. وتم عرض لعبة هذه هي الشرطة في مؤتمر الألعاب باكس ايست عام 2016. وتم التخطيط لإطلاق اللعبة في 28 يوليو 2016، لكن تم تأجيلها خمسة أيام بسبب خطأ الناشر.
أكدت شركة التوزيع الأوروبية كوتش ميديا التابعة لتي إتش كيو نورديك في وقت لاحق أن نسخة خاصة من لعبة «هذه هي الشرطة» قادمة إلى منصة نينتندو سويتش. وأصبحت اللعبة متاحًا للتنزيل في نينتندو إي شوب في 24 أكتوبر 2017،، وأصبح متاحه للبيع في محلات التجزئة في 5 ديسمبر 2017.